# 拉萨清真大寺
拉萨清真大寺，又称河坝林清真寺，是一座位于中华人民共和国西藏自治区拉萨市东南河坝林的东孜苏路6号的古老的清真寺，也是拉萨地区最大的清真寺。

## 历史
河坝林是拉萨回族的聚居区之一。拉萨清真大寺即位于该聚居区内。拉萨清真大寺始建于清朝康熙五十五年（1716年），最初建筑面积为200余平方米。乾隆五十八年（1793年），该清真寺得到扩建。
1959年藏区骚乱中，该清真寺被藏族骚乱分子焚毁。1960年集资重建。重建竣工时所制“清真古教”横匾悬挂于大殿（礼拜堂门）上。2008年拉萨骚乱中，该清真寺又受到来自康区的藏族青年袭击。

## 建筑
该清真寺现有总面积约为2600多平方米，建筑面积约为1300平方米。主要建筑有大门、前院、宿舍、宣礼塔、礼拜堂和浴室等。大门为木结构牌楼式，正面朝北，从上到下依次用阿拉伯文、藏文、中文书写金字“西藏拉萨清真大寺”。大门内为前院，是面积380平方米的四合院。西进过道门上方悬挂着“至教永垂”匾额。礼拜堂坐西朝东，建在高1米的台面上，分内殿、敞厅、月台等，坐西朝东，共13柱，东西长22.6米，南北宽12.6米，建筑面积285平方米，可同时容250人礼拜。

## 图集

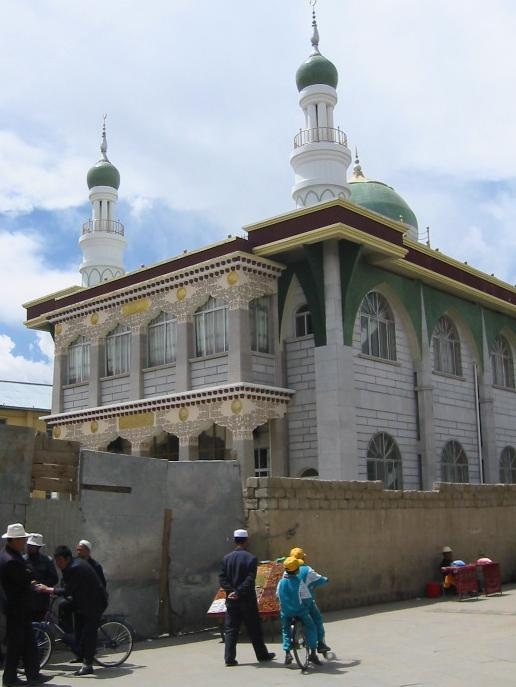
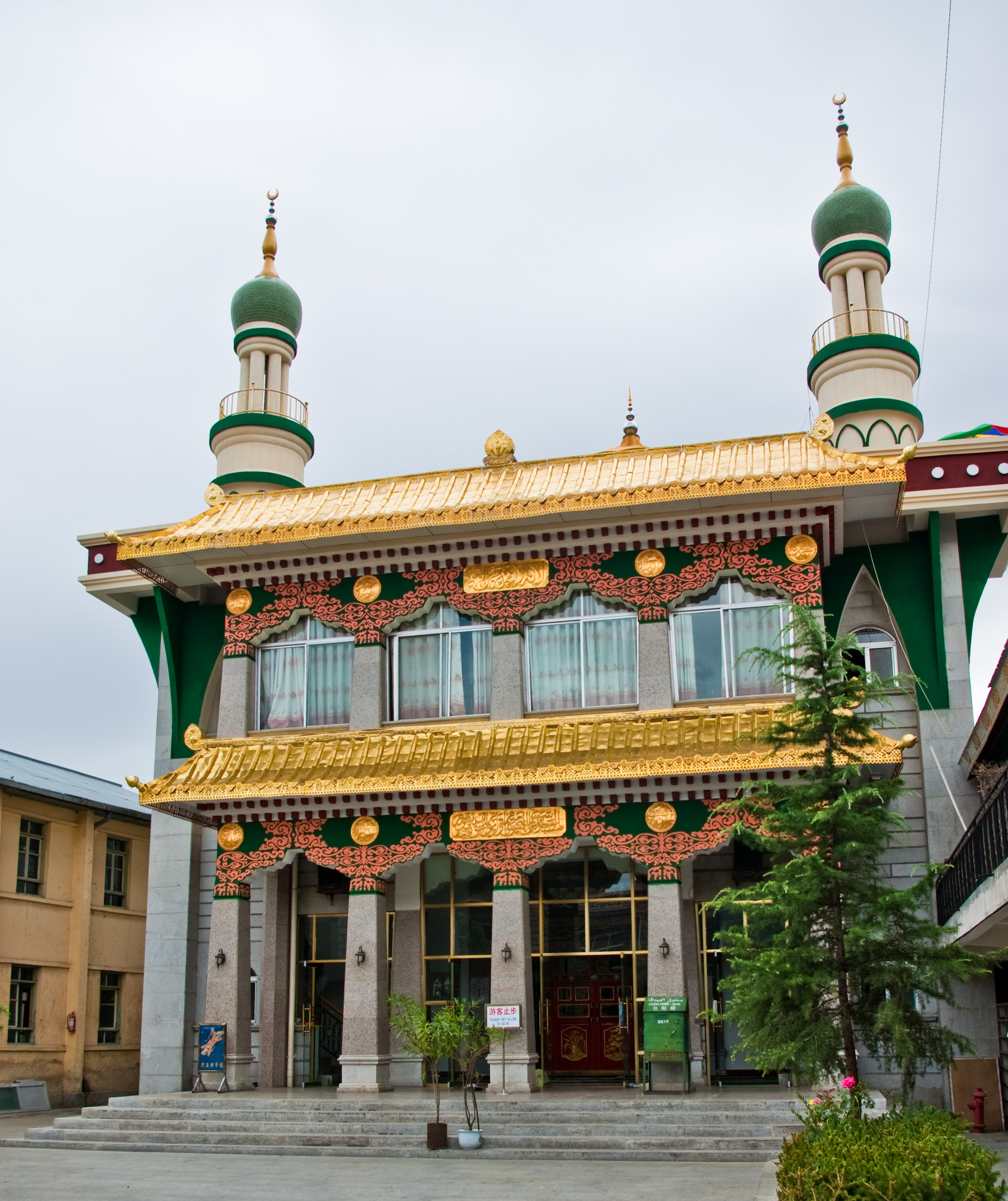
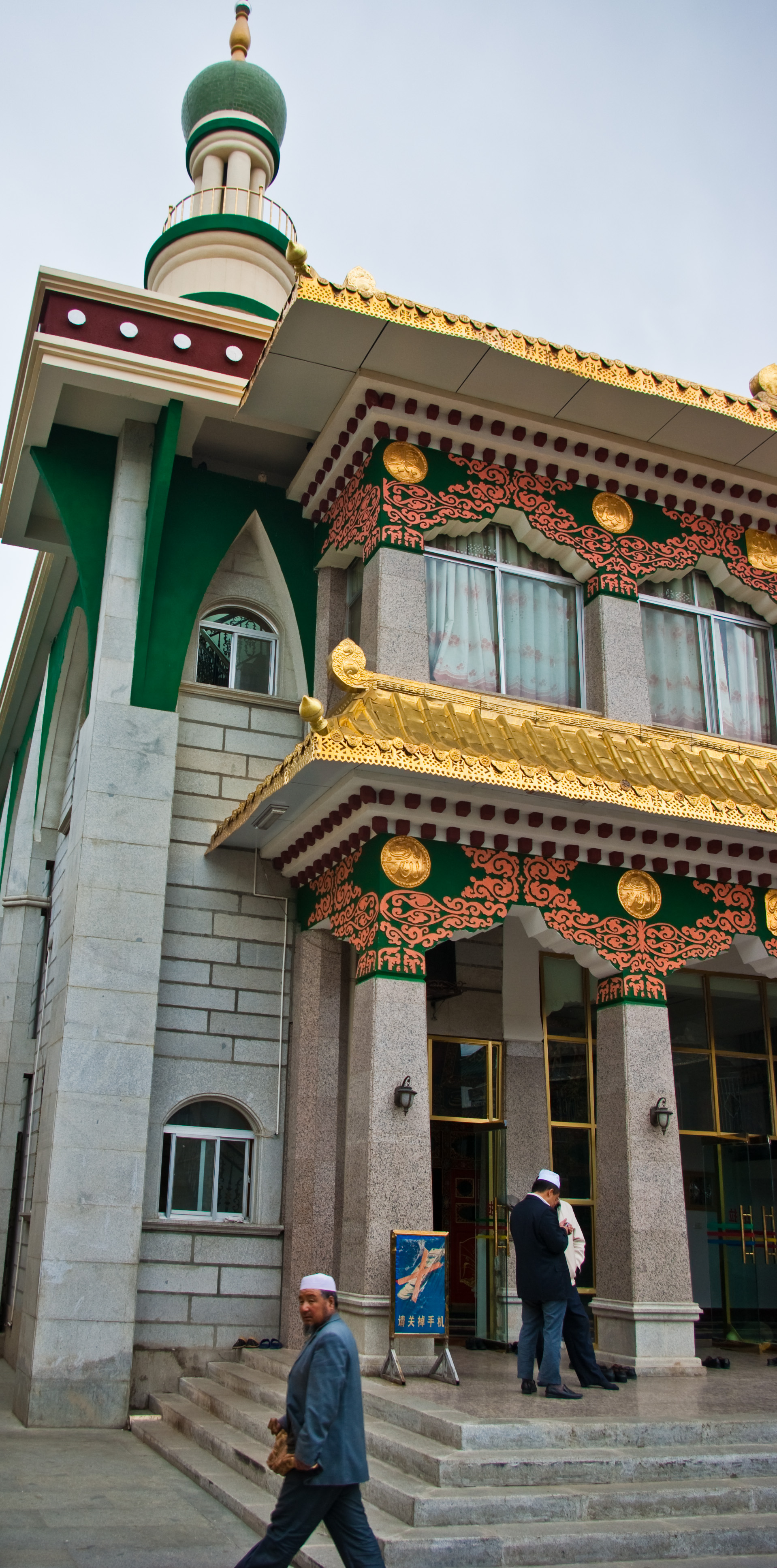
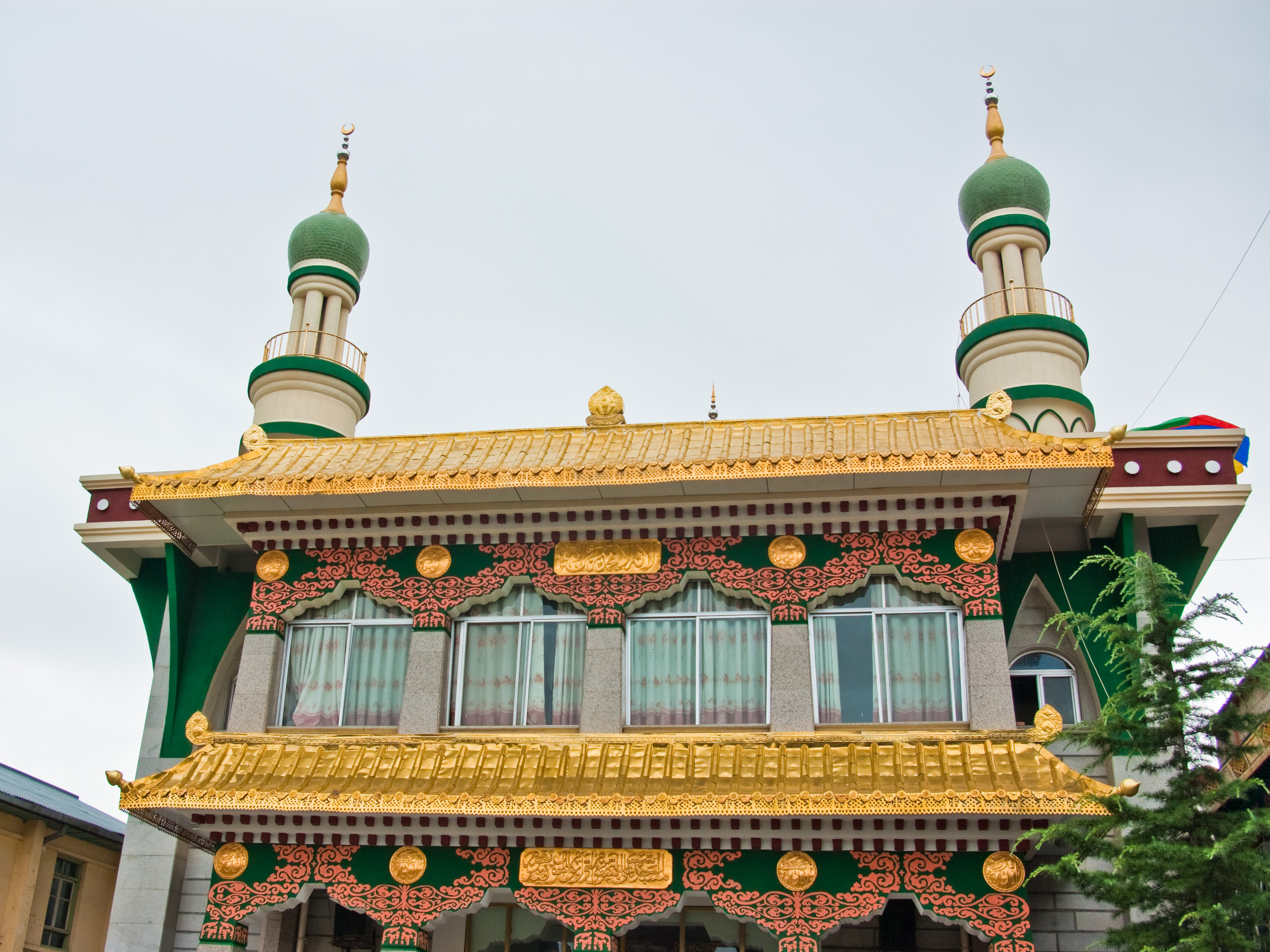
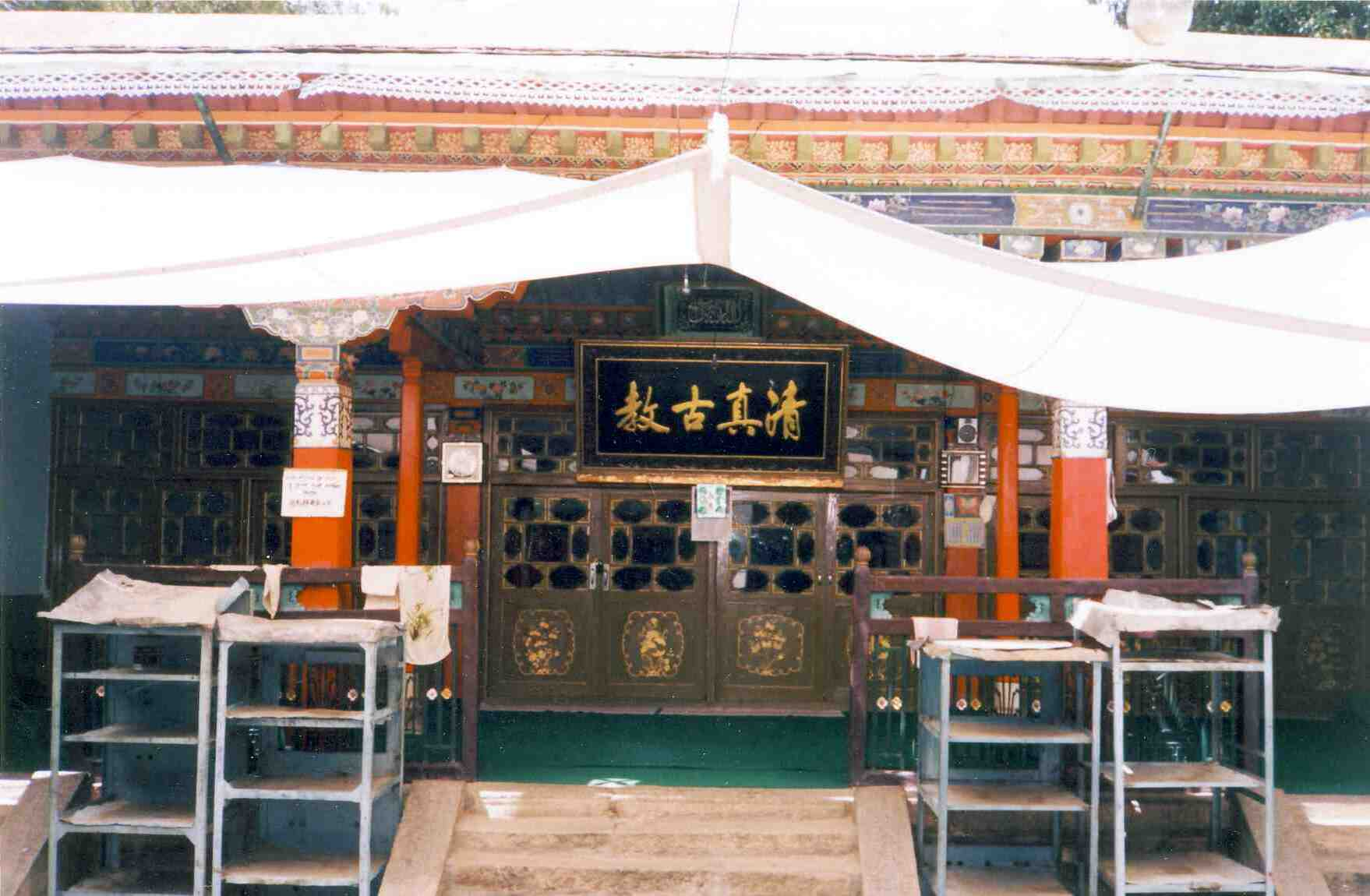
1993年的清真大寺